# Jack Lord
John Joseph Patrick Ryan (Brooklyn, 30 de dezembro de 1920 — Honolulu, 21 de janeiro de 1998), mais conhecido como Jack Lord, foi um ator norte-americano que trabalhou no cinema, televisão e na Broadway. Entre seus papéis mais conhecidos estão Steve McGarrett do seriado de TV Havaí 5-0 e Felix Leiter em Dr. No.

## Biografia
Nasceu no Brooklyn, em Nova York, filho de pais de ascendência irlandesa. Aos quinze anos começou a passar seus verões no litoral, e do convés de navios de carga, pintava e fazia esboços das paisagens que encontrava.
Passou o primeiro ano da Segunda Guerra Mundial com o Departamento de Corpo de Engenheiros, construindo pontes na Pérsia. Depois retornou à Marinha Mercante e se inscreveu para o curso de oficial de plataforma. Enquanto fazia filmes de treinamentos marítimos, teve a ideia de atuar. Foi então que decidiu estudar na escola de atores Neighborhood Playhouse, trabalhando primeiro como marinheiro. Mais tarde, na escola de atores Actor's Studios, estudou com Marlon Brando, Paul Newman e Marilyn Monroe.

## Carreira
Seu primeiro trabalho na Broadway foi em Traveling Lady. Depois foi escalado para atuar em Gata em Teto de Zinco Quente. Seu primeiro trabalho em Hollywood foi em The Court-Martial of Billy Mitchell, com Gary Cooper. No início de sua carreira, conheceu sua esposa Marie, que desistiu de sua carreira para apoiá-lo.
Jack Lord foi o primeiro ator a atuar como o personagem Felix Leiter na série cinematográfica de James Bond, logo no primeiro filme, Dr. No. Uma história alega que os produtores não chamaram Lord para reprisar o papel nos filmes seguintes foi que sentiram que tendo um mesmo ator interpretando Leiter estariam ofuscando Sean Connery e James Bond como ator e personagem principais. Outra história conta que Lord queria ser a co-estrela, com um papel maior e recebendo mais para voltar em Goldfinger.
Participou de episódios de diversas séries de TV como Chaparral, Os Invasores, O Fugitivo, Rota 66, O F.B.I., Bonanza, Os Intocáveis, O Agente da UNCLE, Gunsmoke e Dr. Kildare.
Em 1965, Lord foi considerado para o papel de Capitão Kirk na série Jornada nas Estrelas. O personagem acabou interpretado por William Shatner, já que ele foi rejeitado por Gene Roddenberry e pela Desilu Studios, pois queria ser co-produtor e ter uma porcentagem de posse sobre o seriado.
Em 1968, após a recusa de vários atores, incluindo Gregory Peck, recebeu a oferta para estrelar a série de TV Havaí 5-0. Lord aceitou ser Steve McGarrett e ganhou fama mundial com o personagem que interpretou entre 1968 e 1980. No programa, com a morte do criador e produtor Leonard Freeman, assumiu a produção. Sendo muito rigoroso, acabou apelidado pelas costas de "the Lord" (o senhor, traduzindo literalmente) pelos colegas de elenco e pela equipe.

## Como artista
Depois de Havaí 5-0, Lord passou a se concentrar em sua pintura. Seu trabalho foi bem reconhecido, tendo uma de suas obras abrigadas no Metropolitan Museum of Art, em Nova York. Outras pinturas de sua autoria estão espalhadas em quase quarenta museus em todo o mundo.

## Morte
Jack Lord morreu de insuficiência cardíaca no dia 21 de janeiro de 1998, em sua casa em Honolulu, Havaí, aos 77 anos. Amigos disseram que em seus últimos anos sofria de Mal de Alzheimer ou alguma doença degenerativa similar. Deixou quarenta milhões de dólares em bens. Tendo sido um filantropo, todos eles foram doados para várias instituições de caridade do Havaí até a morte de sua esposa Marie em 2005. Parte desses bens foram leiloados no eBay em março de 2007.